# Conjunt de cases al carrer Torregassa (l'Ametlla del Vallès)
El Carrer Torregassa és un carrer del municipi de l'Ametlla del Vallès (Vallès Oriental). El conjunt d'edificis dels números 55 a 63 està protegit com a bé cultural d'interès local.

## Descripció
És un conjunt d'edificis aïllats amb tipologia de ciutat-jardí. Compostos de planta baixa amb coberta a dues vessants. Estan alineats al mateix carrer amb un petit jardí al davant amb tanca d'obra i reixa. Molts d'ells tenen esgrafiats, altres tenen un capcer amb elements barrocs. Un d'ells (núm. 59) porta la data de 1932 al capcer. Els elements formals i decoratius corresponen a l'eclecticisme.

## Història
El carrer Torregassa juntament amb el carrer Macià són l'eix de desenvolupament urbanístic i zona d'eixample a l'Ametlla de principis de segle. És el moment en què l'Ametlla passà de ser un petit poble agrícola a un centre d'estiueig molt important. El fenomen de l'estiueig donà lloc a un altre fenomen arquitectònic, l'habitatge de temporada, que té una importància remarcable a l'arquitectura catalana d'aquest segle. Modernisme i noucentisme, amb totes les seves variants eclèctiques, es perllonguen en aquest tipus d'arquitectura fins gairebé la guerra civil.